# Vera Selby
Vera Selby MBE  (ur. 13 marca 1930 w Richmond, zm. 13 marca 2023) – angielska zawodniczka snookera i bilarda, która zdobyła wiele tytułów mistrzyni świata kobiet w obu dyscyplinach sportowych. W 1976 wygrała pierwsze Mistrzostwa świata kobiet w snookerze, a w 1981 po raz drugi zdobyła ten tytuł. W latach 1970–1978 osiem razy triumfowała w Mistrzostwach świata kobiet w bilardzie. Była komentatorką transmisji telewizyjnych zawodów snookerowych dla BBC, zwłaszcza z Mistrzostw Świata w Snookerze w 1982 roku. Posiadała również kwalifikacje sędziego i trenera.
Pamiętana jako pionierka sportów bilardowych dla kobiet, Selby została w 2015 odznaczona orderem Imperium Brytyjskiego (MBE) za zasługi dla snookera i bilarda.

## Kariera
Zaczęła grać w bilard, mając sześć lat, ponieważ jej wujek miał stół w piwnicy swojego domu w Newcastle. Kiedy miała 36 lat, były brytyjski mistrz bilarda i snookera, Alf Nolan, zobaczył ją grającą z mężem w Coxlodge Club w Newcastle i zaczął ją trenować. W latach 1970–1978 zdobyła osiem tytułów mistrzyni świata w bilardzie kobiet.
W 1976 roku została pierwszą zwyciężczynią Mistrzostw Świata Kobiet w Snookerze, zdobywając tytuł po pokonaniu w finale Muriel Hazeldine 4–0. W 1981 roku zdobyła swój drugi tytuł mistrzyni świata w snookerze, pokonując w finale Mandy Fisher 3–0. W wieku 51 lat jej sukces uczynił ją najstarszą mistrzynią świata w jakiejkolwiek dyscyplinie sportowej.
Jako komentatorka telewizyjnych rozgrywek snookera, była częścią zespołu komentatorów BBC podczas Mistrzostw Świata w Snookerze w 1982 roku w Crucible Theatre, podczas których Alex Higgins zdobył swój drugi tytuł mistrza świata. Była wykwalifikowanym sędzią i trenerem oraz przewodniczącą North East Billiards and Snooker Association. W 1987 roku została pierwszą kobietą mianowaną przez Billiards and Snooker Control Council egzaminatorem sędziów. W 2014 roku przyznano jej nagrodę za całokształt twórczości za zasługi dla bilarda.
W 2015 została odznaczona Orderem Imperium Brytyjskiego (MBE) „za zasługi dla snookera i bilarda”. Otrzymała tytuł MBE od księcia Karola (obecnie Karola III) w Pałacu Buckingham. W wieku 85 lat nadal regularnie uprawiała sporty bilardowe.

## Życie prywatne
Vera Danby urodziła się w Richmond w North Yorkshire, gdzie jej ojciec był kierownikiem sklepu Freeman, Hardy i Willis. Studiowała sztukę i projektowanie na Uniwersytecie w Leeds. Mając nieco ponad 25 lat, poznała Bruce’a Selby’ego, fryzjera z Newcastle, który był od niej o 28 lat starszy. Pobrali się dwa lata później.
W latach 1972–1983 pracowała jako wykładowca na wydziale sztuki, tekstyliów i projektowania ubioru w byłej Politechnice w Newcastle, kiedy to przeszła na wcześniejszą emeryturę w wieku 53 lat.
W 2009 została mistrzem 400-letniego stowarzyszenia Fellmongers' Guild w Richmond jako pierwsza kobieta w historii tego stowarzyszenia.
Selby zmarła 13 marca 2023, w swoje 93. urodziny. Profesjonalny gracz Shaun Murphy oddał jej hołd, nazywając ją „jedną z pionierek snookera kobiet i jedną z pierwszych pionierek dla dziewcząt i kobiet, które poszły w jej ślady”. W kwietniu 2023 na Uniwersytecie Northumbria odbyła się wystawa poświęcona jej karierze.

## Tytuły i osiągnięcia

### Indywidualne
| Rezultat     |   | Rok  | Turniej                               | Przeciwnik       | Wynik | Przypisy      |
| ------------ | - | ---- | ------------------------------------- | ---------------- | ----- | ------------- |
| Zwyciężczyni | 1 | 1972 | National Women’s Snooker Championship | Rae Craven       | 4–0   |               |
| Zwyciężczyni | 2 | 1973 | National Women’s Snooker Championship | Kay Goodwin      | 4–1   |               |
| Zwyciężczyni | 3 | 1974 | National Women’s Snooker Championship | Muriel Hazeldene | 4–1   |               |
| Zwyciężczyni | 4 | 1975 | National Women’s Snooker Championship | Ann Johnson      | 4–2   |               |
| Zwyciężczyni | 5 | 1976 | Women’s World Open Championship       | Muriel Hazeldene | 4–0   | [ 12 ] [ 13 ] |
| Zwyciężczyni | 6 | 1979 | National Women’s Snooker Championship | Ann Johnson      | 3–1   |               |
| Zwyciężczyni | 7 | 1981 | Women’s World Open Championship       | Mandy Fisher     | 3–0   | [ 14 ] [ 15 ] |

### Drużynowe
| Rezultat   | Rok  | Turniej                          | Partner    | Przeciwnik                      | Wynik   |
| ---------- | ---- | -------------------------------- | ---------- | ------------------------------- | ------- |
| Finalistka | 1981 | World Mixed Doubles Championship | John Virgo | Cliff Thorburn Natalie Stelmach | 239–269 |

### Bilardowe
| Rezultat     |   | Rok  | Turniej                                | Przeciwnik      | Wynik    | Przypisy |
| ------------ | - | ---- | -------------------------------------- | --------------- | -------- | -------- |
| Zwyciężczyni | 1 | 1970 | Women’s Amateur Billiards Championship |                 |          | [ 16 ]   |
| Zwyciężczyni | 2 | 1971 | Women’s Amateur Billiards Championship | Rae Craven      | 506–304  | [ 16 ]   |
| Zwyciężczyni | 3 | 1972 | Women’s Amateur Billiards Championship | Rae Craven      | 736–354  | [ 16 ]   |
| Zwyciężczyni | 4 | 1973 | Women’s Amateur Billiards Championship | Rae Craven      | walkower | [ 16 ]   |
| Zwyciężczyni | 5 | 1974 | Women’s Amateur Billiards Championship | Thea Hindmarch  |          | [ 16 ]   |
| Zwyciężczyni | 6 | 1976 | Women’s Amateur Billiards Championship | Rae Craven      | 407–157  | [ 16 ]   |
| Zwyciężczyni | 7 | 1977 | Women’s Amateur Billiards Championship |                 |          | [ 16 ]   |
| Zwyciężczyni | 8 | 1978 | Women’s Amateur Billiards Championship | Maureen Baynton | 366–319  | [ 16 ]   |
| Finalistka   | 9 | 1979 | Women’s Amateur Billiards Championship | Maureen Baynton |          | [ 16 ]   |